# Путалибазар
Путалибазар (непальск. पुतलीबजार) — город и муниципалитет в центральной части Непала. Административный центр района Сьянгджа, входящего в зону Гандаки Западного региона страны. Расположен на берегу реки Андхи-Кхола, примерно в 25 км к юго-западу от города Покхара.
Население города по данным переписи 2011 года составляет 30 704 человека, из них 13 549 мужчин и 17 155 женщин.